# ジュリオ・セルジオ・ベルタニョーリ
ジュリオ・セルジオ・ベルタニョーリ（Júlio Sérgio Bertagnoli, 1978年11月8日 - ）は、ブラジル・リベイラン・プレト出身の元サッカー選手、現サッカー指導者。現役時代のポジションはゴールキーパー。
祖父がイタリア人であるため、イタリア国籍も保有している。

## 経歴

### 現役時代
1995年にボタフォゴSPのユースチームでキャリアをスタートし、1999年にトップチームに昇格。その後は控えのゴールキーパーとしてブラジル国内のクラブを渡り歩き、2002年に名門サントスFCへ移籍。ここでレギュラーを掴み、2度の優勝に貢献した。2005年はECジュヴェントゥージ、2006年はアメリカSPに所属し、同年にASローマへ1年+インセンティブ3年の契約でテスト入団した。
入団当初はチームの守護神・ドニの控えの第2GKとして位置づけされていたものの2008-09シーズン終了時まで公式戦の出場はなく、2008年にアルトゥールが移籍してきて以降は第3GKに降格した。しかし当時の監督であったルチアーノ・スパレッティの信頼は厚く「セリエA最高の第3GKだ」と評価した。
2009-10シーズンはドニの負傷に加え、アルトゥールも不調であったことから2009年8月30日のユヴェントスFC戦でスターティングメンバーに抜擢され、セリエAデビューを果たした。この試合では3ゴールを奪われて敗戦し、スパレッティも辞任することとなったが、後任のクラウディオ・ラニエリは初戦となったACシエーナ戦でジュリオ・セルジオを起用し勝利した。UEFAヨーロッパリーグのフラムFC戦でドニが再び負傷したため途中出場すると、その後は先発起用され、SSラツィオとのローマ・ダービーでもラツィオを無失点に抑え勝利に貢献した。ローマ退団後の2014年にブラジルへ帰国し、古巣のコメルシアウFCでプレーした後に現役を引退。

### 指導者時代
2015年よりカンピオナート・パウリスタ・セリエA3のAAフランカーナに指揮官として復帰することになっていたが、クラブの財政問題により契約を解除した。同年6月13日、カンピオナート・ブラジレイロ・セリエDのクルーベ・レクレアチーヴォ・アトレチコ・カタラーノの監督に就任した。2016年3月31日、1-4で敗戦したアナーポリスFC戦後に辞任することを発表した。
同年10月5日、ジョゼ・カルロス・セホーンの後任として2017年よりセルトンジーニョFCを指揮することが決定した。

## 所属クラブ
- ボタフォゴSP 1999-2000
- セルトンジーニョFC 2000
- インテル・デ・ベベドウロ 2000
- AAフランカーナ 2001
- クルーベ・マルトロン 2001
- コメルシアウFC 2002
- サントスFC 2002-2004
- ECジュヴェントゥージ 2005
- アメリカSP 2006
- ASローマ 2006-2013

→  USレッチェ 2011-2012 (期限付き移籍)
- コメルシアウFC 2014

## 獲得タイトル
サントス
- カンピオナート・ブラジレイロ・セリエA : 2002, 2004

ローマ
- コッパ・イタリア : 2006-07, 2007-08
- スーペルコッパ・イタリアーナ : 2007